# ياسبير غوستافسون
ياسبير غوستافسون (بالسويدية: Jesper Gustavsson)‏ (29 أكتوبر 1994 - ) هو لاعب كرة قدم سويدي في مركز الوسط. لعب مع FK Mjølner ‏ وMjällby AIF ‏.

## روابط خارجية
- ياسبير غوستافسون على موقع اتحاد السويد (السويدية)
- ياسبير غوستافسون على موقع قاعدة بيانات كرة القدم.إي يو (الإنجليزية)
- ياسبير غوستافسون على موقع Soccerway.com (الإنجليزية)